# Parque nacional Sorkheh Hesar
El Parque nacional Sorkheh Hesar (en persa: پارک ملی سرخه‌حصار) es un espacio protegido que se encuentra en el país asiático de Irán, cuenta con una superficie de 9.380 hectáreas (23.200 acres) y se ubica a una altitud de 1.547 metros (5.075 pies) sobre el nivel del mar, cerca de Ray - Distrito 20, en Teherán.
Todo este parque forestal, con excepción de la parte noreste, ha sido protegido por la Organización de Protección Ambiental de Irán desde 1980. 
La mayor parte de este territorio es una base para las aves migratorias durante el invierno.
La zona tiene un clima semiárido y la diferencia de temperatura entre el día  y la noche es muy alta. El promedio anual de temperatura máxima en la zona es de 18,9 °C (66,0 °F). El río Jajrood  (también protegido) fluye en esta área pasando por el embalse de Latyan y saliendo de la zona por el municipio de Parchin.